# Prednisone
Ne doit pas être confondu avec Prednisolone.
 (janvier 2015).
La prednisone est un corticostéroïde, prodrogue métabolisée par le foie par réduction du carbonyle en hydroxyde par la 11-β-oxydoréductase hépatique, en prednisolone.

## Propriétés
- anti-inflammatoire
- anti-inflammatoire stéroïdien
- immunosuppresseur
- glucocorticoïde

## Mécanismes d'action

### Principal
L'hormone :
- diffuse à travers la membrane cellulaire ;
- se lie à un récepteur cytosolique formant un complexe avec des protéines de chocs thermiques (HSP 90 et 70) et une immunophiline p59. Après dimérisation, le complexe stéroïde récepteur se lie à des séquences d'ADN spécifiques (éléments de réponse aux corticoïdes ou GRE) ;
- module la transcription des gènes sensibles aux corticoïdes par une interaction avec des facteurs de transcription (protéines cytoplasmiques ou nucléaires) ;
- augmente la transcription et/ou la stabilité de l'ARNm codant les protéines responsables de l'action des glucocorticoïdes ;
- réprime certains gènes au niveau transcriptionnel en interagissant avec les facteurs nucléaires nécessaires à l'activation de ces gènes ;
- augmente la dégradation du ARNm ou inhibe la synthèse ou la sécrétion des protéines ou des cytokines[3],[4],[5],[6],[7],[8],[9],[10],[11],[12].

Les effets biologiques de l'action anti-inflammatoire se traduisent par :
- inhibition de la perméabilité vasculaire qui permet le recrutement des globules blancs vers le site de l'inflammation ;
- inhibition des évènements moléculaires liés à l'activation des globules blancs et à leur adhésion aux cellules endothéliales ;
- expression du complexe majeur d'histocompatibilité type II ;
- expression des molécules d'adhésion cellulaire (ELAM 1, ICAM 1) ;
- la sécrétion des protéines du complément C3 et le facteur B ;
- l'activité de l'IL1 ;
- l'expression des cyclooxygénases de type 2 (cox2) prévenant ainsi la production de prostaglandines ;
- la production des métabolites de l'acide arachidonique pro-inflammatoire (inhibe l'activité de la phospholipase A2 en stimulant la synthèse de lipocortine ou annexine I) ;
- blocage de la sécrétion d'IL 1, IL 6, TNF alpha ;
- diminution de la production et du largage des leucotriènes ;
- dépression de l'activité tumoricide et bactéricide des macrophages et leur différenciation ;
- effet immunosuppresseur sur les lymphocytes T et inhibition de la sécrétion des cytokines par ces lymphocytes T ;
- inhibition de la prolifération des lymphocytes B et des cytokines impliquées dans la synthèse des immunoglobulines(IL 1 à IL 6).

### Secondaire
- Activité granylate cyclase du récepteur qui altère le potentiel électrique des cellules.
- Stimulation de la reproduction des cellules alvéolaires de type II augmentant la production de surfactant pulmonaire[13],[14],[15].

La double liaison 1-2 augmente l'activité anti-inflammatoire. L'estérification sous forme d'acétate donne un dérivé insoluble : action prolongée.

## Effets recherchés
- anti-inflammatoire (principal).
- antiallergique (principal) .
- antiprurigineux (principal).

## Indications thérapeutiques
La prednisone est utilisée pour traiter de très nombreuses maladies allergiques, immunologiques ou cancéreuses. Néanmoins, la grande majorité des patients recevant de la prednisone est traitée pour des maladies pulmonaires ou rhumatologiques.
- Maladies pulmonaires :
  - Asthme
  - Bronchopneumopathie chronique obstructive

- Maladies rhumatologiques et/ou auto-immunes :
  - Anémie hémolytique auto-immune
  - artérite de Takayasu
  - Dermatomyosites et certains types de polymyosites
  - Hépatites auto-immunes
  - Lupus érythémateux disséminé
  - Maladie de Horton
  - Pemphigus et pemphigoïde bulleuse
  - Périartérite noueuse
  - Polyarthrite rhumatoïde
  - Polychondrite chronique atrophiante
  - Pseudopolyarthrite rhizomélique
  - Sclérodermie
  - Sclérose en plaques
  - Rectocolite hémorragique et maladie de Crohn

- Allergie (souvent en association avec des traitements d'action rapide : adrénaline par exemple)
  - Choc anaphylactique
  - Œdème de Quincke
  - Urticaire géante

- Réactions inflammatoires sévères
  - Hépatite alcoolique aigüe

- Maladies générales
  - Traitement de fond des asthmes sévères
  - Certains cancers
  - Fibrose pulmonaire
  - Certaines leucémies
  - Sarcoïdose
  - Transplantation d'organes
  - Syndrome néphrotique

- Soins de support et soins palliatifs
  - Antalgique
  - Anti-émétique
  - orexigène (stimulant de l'appétit)
  - effet anti-tumoral direct ou au travers de l'effet anti-inflammatoire : occlusion sur carcinose péritonéale, syndrome cave supérieur, compression pelvienne, etc.

## Effets secondaires
Les effets secondaires d'un traitement par prednisone se rencontrent surtout en cas de traitement prolongé mais peuvent également, pour certains d'entre eux, apparaitre dès les tout premiers jours du traitement.
Les effets secondaires principaux sont :
- troubles métaboliques : prise de poids, répartition anormale des graisses, rétention hydrosodée, hypokaliémie, alcalose métabolique, ostéoporose (par augmentation du métabolisme protéique dans les os), fractures, retard de croissance chez l'enfant et l'adolescent, retard de cicatrisation, Ostéo-nécrose, protéolyse, apparition de vergetures, hypertension artérielle ;

- troubles endocriniens : diabète, dérégulation de la synthèse naturelle de glucocorticoïdes à la fin du traitement, troubles du cycle menstruel (règles irrégulières), apparition (ou aggravation) d'une acné, pilosité excessive ou hypertrichose, fragilisation cutanée, ecchymoses, dyslipémie ;

- troubles digestifs : ulcère gastro-duodénal (les glucocorticoïdes augmentent la sécrétion d'acide par l'estomac), hémorragie digestive, sur ulcère gastroduodénal, gastrite aigüe, entérite ou colite, pancréatite aigüe ;

- troubles psychiques : euphorie, excitation, confusion, troubles du sommeil, état dépressif (à l'arrêt du traitement)[18] ;

- aggravation d'états infectieux : réveil du virus de la varicelle (d'où un zona), réveil de tuberculose, réveil de toxoplasmose, mauvaise lutte contre les états viraux en général (herpès, hépatite, etc.)

## Contre-indications
- ulcère gastroduodénal récent ;
- kératite herpétique ;
- infection locale (condition exclusive : locale)

## Voies d'administration
- orale.

La prednisone n'est pas utilisée en voie locale en raison de la nécessité de son métabolisme par le foie pour être activée.

### Posologie et mode d'administration

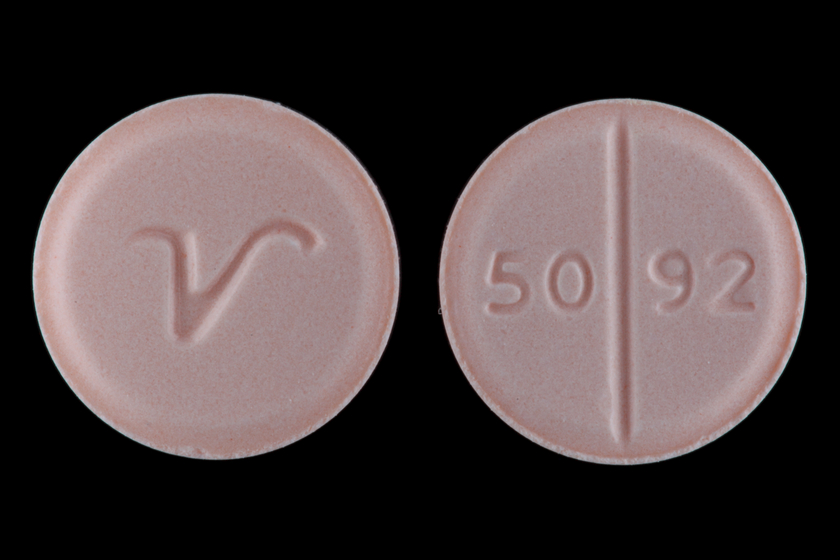
Comprimés de prednisone, 20 mg, des États-Unis

- Voie générale : en comprimés de 5 ou 20mg. En cas de traitement prolongé, surveillance et précautions usuelles des corticoïdes.

## Disponibilité
En Belgique, elle est disponible sous forme de préparations magistrales et notamment sous le nom commercial Pred Forte.
En Espagne, elle est disponible sous le nom commercial de Dacortín, ou des noms génériques tels Prednisona Alonga. En France, elle est disponible sous le nom commercial de Cortancyl(ND), ou sous forme de médicament générique Prednisone suivi du nom du laboratoire fabricant.